# Maxwell Long
Maxwell Warburn "Maxie" Long, född 16 oktober 1878 i Waverley i Massachusetts, död 4 mars 1959 i New York, var en amerikansk friidrottare.
Long blev olympisk mästare på 400 meter vid sommarspelen 1900 i Paris.